# Graniszetron
A graniszetron hatékony antiemetikus hatású, nagymértékben szelektív 5-hidroxitriptamin (5-HT3) receptor antagonista vegyület. A farmakológiai vizsgálatok alapján a graniszetron hatékony a citosztatikus kezelés okozta émelygés és hányás csillapítására.
A graniszetron nem hat a prolaktin és az aldoszteron plazmaszintekre.
A graniszetron akár profilaxisra, akár kezelésre alkalmazva, intravénásan hatékonyan szünteti a citosztatikus gyógyszerek vagy teljestest-besugárzás okozta hányingert és hányást.

## Fordítás
- Ez a szócikk részben vagy egészben  a   granisetron című angol Wikipédia-szócikk fordításán alapul.  Az eredeti cikk szerkesztőit annak laptörténete sorolja fel. Ez a jelzés csupán a megfogalmazás eredetét és a szerzői jogokat jelzi, nem szolgál a cikkben szereplő információk forrásmegjelöléseként.